# Svarstad
Svarstad es una localidad de la fylke de Vestfold en la región de Østlandet en Noruega.
Se encuentra ubicada al sureste del país, a poca distancia al sur de Oslo, al oeste de la frontera con Suecia, y junto a la costa occidental del fiordo de Oslo.